# Parlament von Malaysia

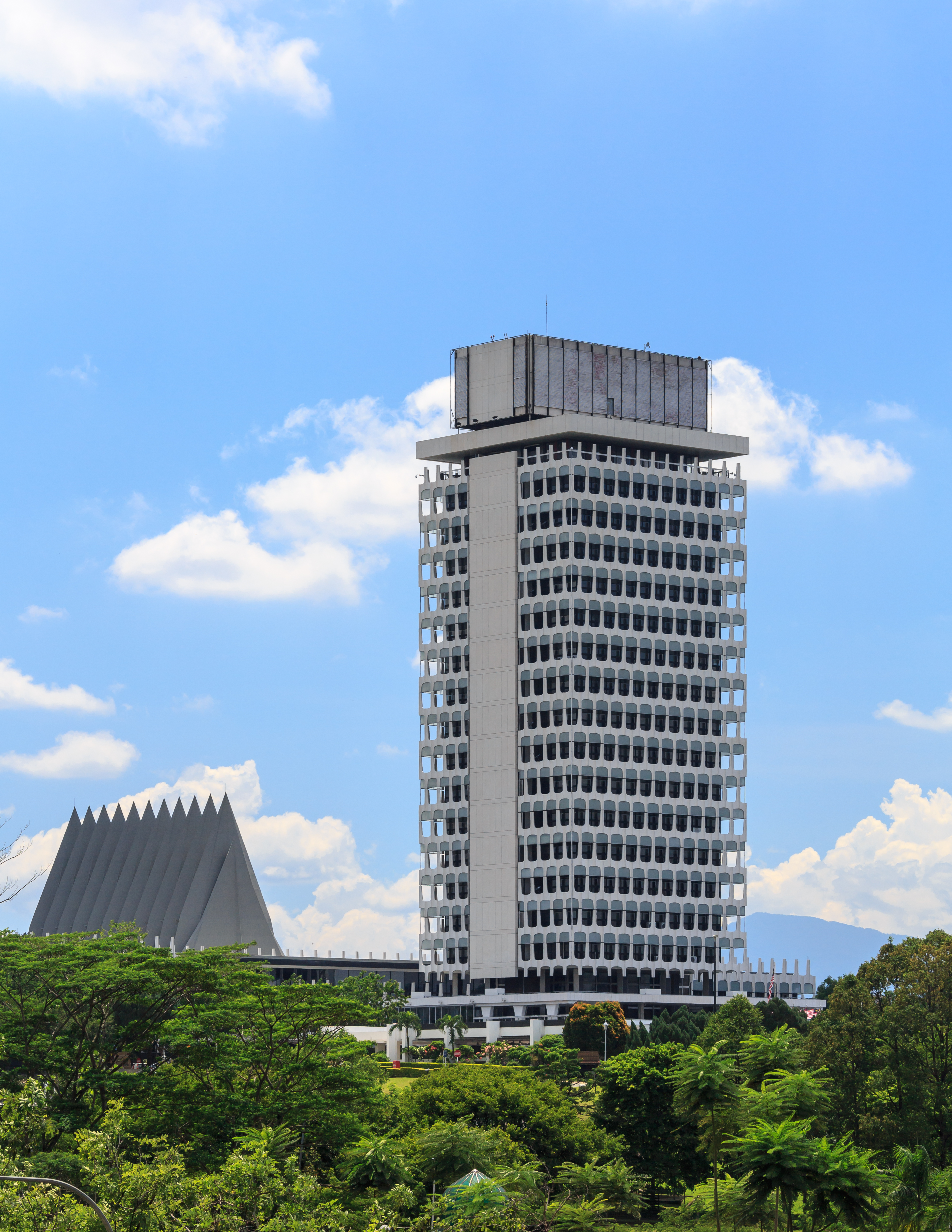
Parlamentssitz Malaysias in Kuala Lumpur

Das Parlament von Malaysia (Malaiisch: Parlimen Malaysia; Jawi: ڤرليمن مليسيا) ist die nationale Legislative von Malaysia, die auf dem Westminster-System basiert. Das Zweikammerparlament besteht aus dem Dewan Rakyat (Repräsentantenhaus, wörtlich „Halle des Volkes“) und dem Dewan Negara (Senat, wörtlich „Halle des Staates“). 

## Geschichte
Historisch gesehen hatte keiner der Staaten, die die Föderation von Malaysia bildeten, vor der Unabhängigkeit ein Parlament, mit Ausnahme von Sarawak, das seinen eigenen Council Negeri hatte, der seit 1863 eine lokale Beteiligung und Vertretung in der Verwaltungsarbeit ermöglichte. Obwohl die britische Kolonialregierung die Bildung von gesetzgebenden Räten für Malaya, Singapur, Sabah und Sarawak erlaubt hatte, waren diese nicht die obersten Gesetzgeber und blieben dem britischen Hochkommissar bzw. dem Rajah im Falle von Sarawak unterstellt.
Die Reid-Kommission unter der Leitung von James Reid, Baron Reid, die die Verfassung Malayas ausarbeitete – Malaya erlangte 1957 die Unabhängigkeit, noch vor den anderen Staaten, die später Malaysia bilden sollten –, modellierte das malaysische Regierungssystem nach dem britischen System: ein Zweikammerparlament, bei dem eine Kammer direkt gewählt wird und die andere mit begrenzten Befugnissen ausgestattet ist, wobei einige Mitglieder vom König ernannt werden, ähnlich dem House of Lords. Im Einklang mit dem föderalen Charakter des neuen Landes würden dem Oberhaus neben den vom König ernannten Mitgliedern auch von den gesetzgebenden Versammlungen der Bundesstaaten gewählte Mitglieder angehören.
Das erste Parlament von Malaya wurde 1959 gewählt. Mit der Fertigstellung des Parlamentsgebäudes im Jahr 1962, das aus einem dreistöckigen Hauptgebäude für die Sitzungen der beiden Parlamentskammern und einem 18-stöckigen Turm für die Büros der Minister und Abgeordneten besteht, zogen beide Kammern dorthin um. Als sich 1963 Malaya, Sabah, Sarawak und Singapur zu Malaysia zusammenschlossen, wurde das Parlament von Malaya in das malaysische Parlament umgewandelt. Sowohl das Dewan Rakyat als auch das Dewan Negara wurden um Vertreter aus den neuen Staaten erweitert. Als Singapur 1965 schließlich aus der Föderation ausgeschlossen wurde, war es auch nicht mehr im malaysischen Parlament vertreten.
In der Geschichte Malaysias wurde das Parlament bereits zweimal suspendiert. Die erste Aussetzung des Parlaments erfolgte nach ethnischen Unruhen im Mai 1969, als der Ausnahmezustand ausgerufen wurde und das Land zwei Jahre lang vom Nationalen Operationsrat (NOC) geführt wurde, bis das Parlament im Februar 1971 wieder zusammentrat. Fünfzig Jahre später wurde das Parlament im Januar 2021 während eines Ausnahmezustands aufgrund steigender SARS-CoV-2-Infektionen und politischer Instabilität im Land zum zweiten Mal in der Geschichte ausgesetzt. Die Aussetzung dauerte nur sechs Monate und das Parlament wurde im Juli 2021 wieder einberufen.

## Zusammensetzung und Rolle
Als oberstes gesetzgebendes Organ in Malaysia ist das Parlament für die Verabschiedung, Änderung und Aufhebung von Gesetzen zuständig. Es ist gemäß Artikel 39 der Verfassung dem Staatsoberhaupt, dem Yang di-Pertuan Agong (König), unterstellt.
Der Dewan Rakyat besteht aus 222 Abgeordneten, die in Einzelwahlkreisen nach der Bevölkerungszahl in allgemeinen Wahlen nach dem Mehrheitswahlrecht gewählt werden. Eine allgemeine Wahl findet alle fünf Jahre statt oder wenn das Parlament vom Yang di-Pertuan Agong auf Anraten des Premierministers aufgelöst wird. Das Wahlrecht steht allen registrierten Wählern ab 18 Jahren zu, es besteht jedoch keine Wahlpflicht. Das passive Wahlalter beträgt 18 Jahre. Wenn ein Mitglied des Parlaments stirbt, zurücktritt oder seinen Sitz verliert, wird in seinem Wahlkreis eine Nachwahl abgehalten, es sei denn, die Amtszeit des derzeitigen Parlaments beträgt weniger als zwei Jahre; in diesem Fall wird der Sitz einfach bis zu den nächsten allgemeinen Wahlen frei gelassen.
Der Dewan Negara besteht aus 70 Mitgliedern (Senatoren); 26 werden von den 13 Landesparlamenten gewählt (2 Senatoren pro Bundesstaat), 4 werden vom Yang di-Pertuan Agong ernannt, um die drei Bundesgebiete zu vertreten (zwei für Kuala Lumpur, je einer für Putrajaya und Labuan). Die übrigen 40 Mitglieder werden vom Yang di-Pertuan Agong auf Anraten des Premierministers ernannt. Die Senatoren müssen mindestens 30 Jahre alt sein und werden für eine Amtszeit von drei Jahren ernannt, wobei es maximal zwei Amtszeiten geben kann. Eine Auflösung des Parlaments hat keine Auswirkungen auf den Dewan Negara.
Die Exekutive, bestehend aus dem Premierminister und seinem Kabinett, wird aus den Mitgliedern des Parlaments gebildet und ist dem Parlament verantwortlich. Der Yang di-Pertuan Agong ernennt den Premierminister, der der Regierungschef ist, aus dem Dewan Rakyat. In der Praxis ist der Premierminister derjenige, der das Vertrauen der Mehrheit des Dewan Rakyat genießt. Der Premierminister legt dann eine Liste mit den Namen der Mitglieder seines Kabinetts vor, die dann vom Yang di-Pertuan Agong zu Ministern ernannt werden. Die Mitglieder des Kabinetts müssen auch Mitglieder des Parlaments sein, in der Regel des Dewan Rakyat.
Theoretisch ist die Regierung auf der Grundlage der malaysischen Verfassung dem Parlament gegenüber rechenschaftspflichtig und wird von diesem kontrolliert. De facto war die Rolle des Parlaments jedoch häufig eher schwach und dieses der starken Exekutive nachgeordnet.

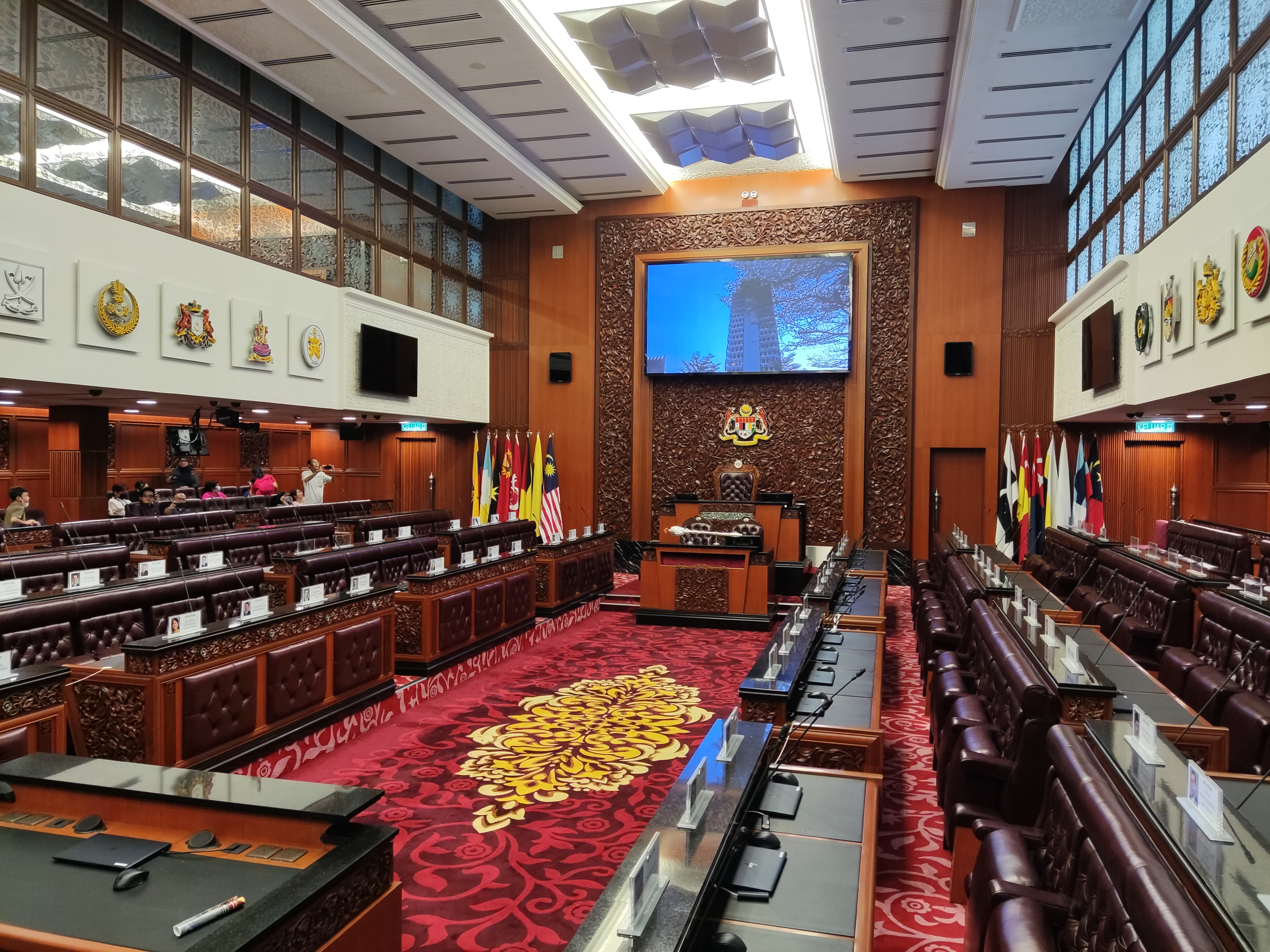
Dewan Negara
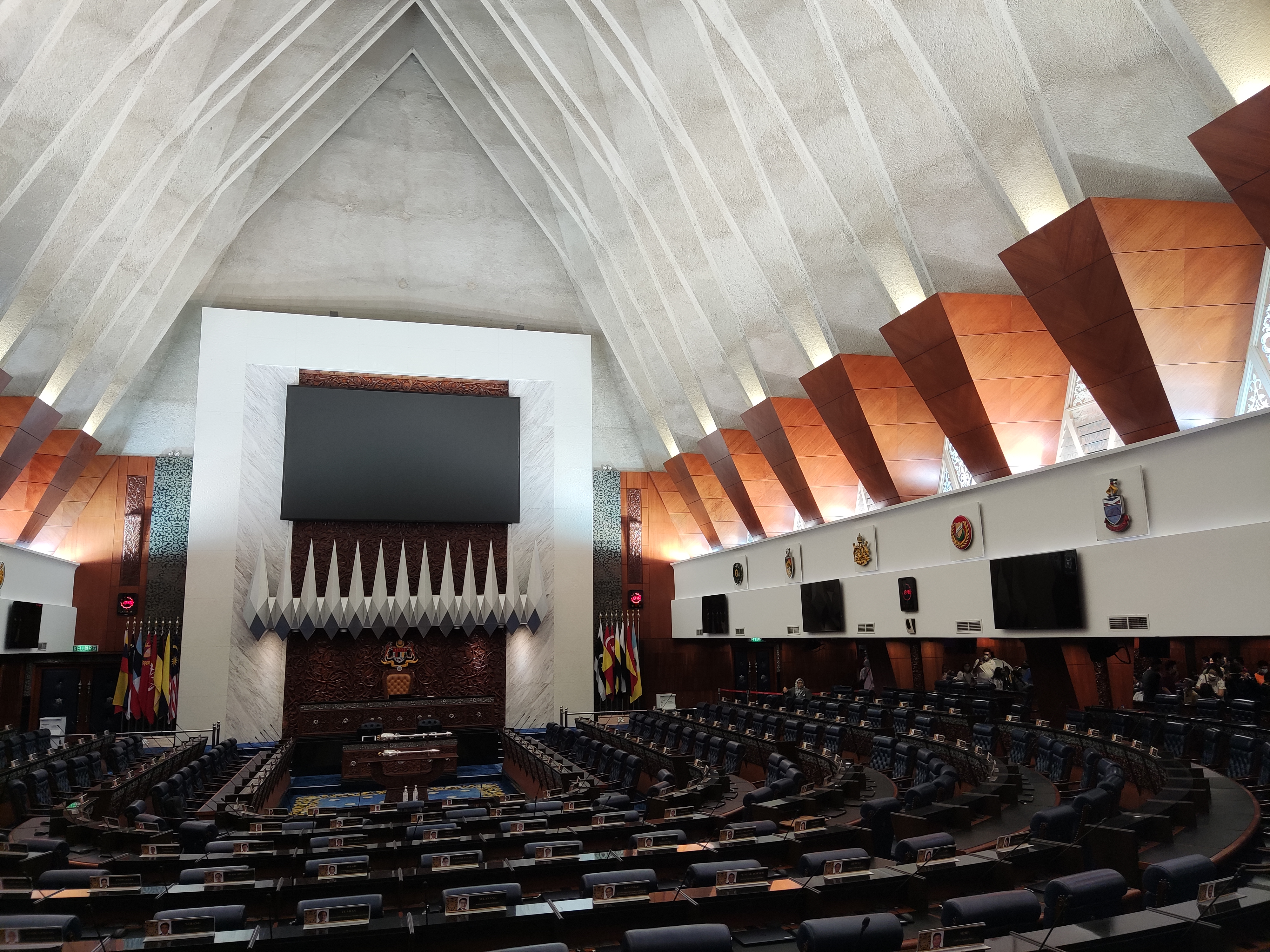
Dewan Rakyat